# Marco Sanudo
Vous lisez un « article de qualité » labellisé en 2008.
Marco Sanudo (1153 (?) - entre 1220 et 1230, plus probablement 1227) fut le fondateur et premier duc du duché de Naxos, à la suite de la quatrième croisade.
Neveu du doge vénitien, Enrico Dandolo, il participa à la quatrième croisade en 1204 et à la négociation de l'achat de la Crète par Venise à Boniface de Montferrat. Il fonda le duché de Naxos, entre 1205 et 1207 ou peu après 1213-1214, selon les versions, et y fit construire une capitale autour de sa forteresse, le castro. Vassal de l'empereur latin Henri de Hainaut vers 1210 ou 1216, il combattit l'empire de Nicée à ses côtés. Il continua cependant à servir Venise comme lors de l'expédition en Crète en 1211.
Sous son magistère, le duché de Naxos fusionna les modes de fonctionnement byzantin et occidental.

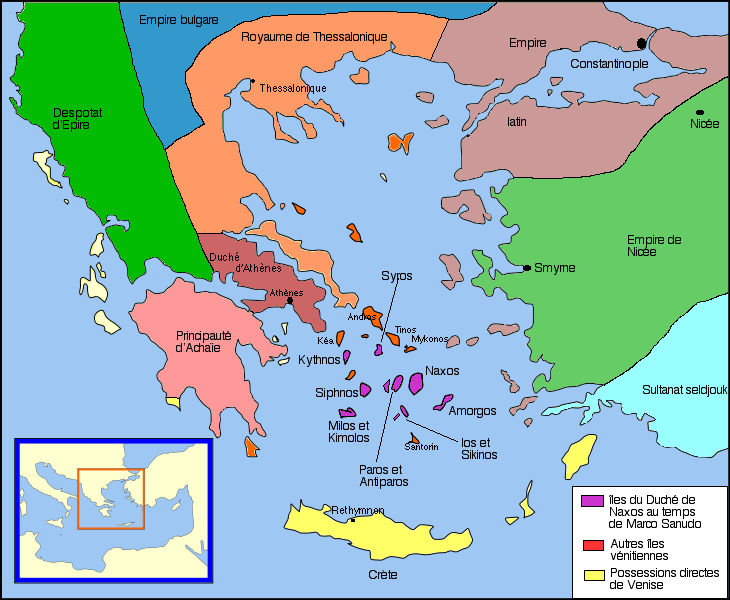
Le duché de Naxos au temps de Marco Sanudo.

## Sources et interprétations
Toutes les biographies de Marco Sanudo disponibles sont des interprétations de diverses sources très postérieures aux faits racontés. Il s'agit pour la plupart de chroniques vénitiennes des XIVe et XVe siècles, soit plus d'un siècle et demi après les événements.
L’Istoria di Romania de Marino Sanuto l'Ancien (v. 1270-1343), un membre de la famille Sanudo, évoque succinctement l'histoire de Marco Sanudo : « il a acquis les îles. » Le doge Andrea Dandolo écrivit une histoire de Venise depuis les origines (dite Chronica extensa) autour de 1350. C'est dans ce texte que le récit de la conquête des îles de l'Égée apparaît pour la première fois, fondant tous les récits ultérieurs :

« Naviguant séparément, Marco Sanudo et ceux qui le suivaient s'emparèrent des îles de Naxos, Paros, Milos et Santorin, et Marino Dandolo d'Andros. […] Pareillement, Andrea et Geremia Ghisi [recueillirent] Tinos, Mykonos, Skyros, Skópelos et Skiathos. »

Une chronique en vénitien datée de 1360-1362 et attribuée à un Enrico Dandolo propose une rapide biographie de Marco Sanudo à partir de son intervention en Crète contre Enrico Pescatore, mais enjolive les événements voire invente des faits non attestés ou contredits par des documents officiels. C'est aussi la première source à évoquer la parenté de Marco Sanudo avec le doge homonyme de l'auteur. En 1454, l'humaniste Flavio Biondo publia un De Origine et gestis Venetorum où il s'inspire quasi textuellement du texte d'Andrea Dandolo, tout en introduisant le premier le concept de l'autorisation accordée par Venise à ses citoyens de s'emparer de terres en Orient à condition qu'elles ne passent jamais à un non-Vénitien. Il étend ici au début du XIIIe siècle une doctrine politique attestée au milieu du XVe siècle.
La chronique qui fut le plus couramment utilisée, parce qu'elle donnait le plus de détails chronologiques et topographiques, fut celle rédigée au XVIe siècle par Daniele Barbaro. Il combina les différentes versions antérieures, faisant principalement se rejoindre les récits d'Andrea Dandolo et d'Enrico Dandolo. La version de Barbaro fut aussi celle qui fut le plus communément admise et recopiée par les chroniqueurs et historiens suivants, comme J.K Fotheringham en 1915. Guillaume Saint-Guillain, dans un article de 2004 (publié en 2006), remet en cause cette version la plus courante d'une conquête en deux temps, liée au fait que Barbaro combina deux récits et propose une autre interprétation des documents et donc une autre chronologie.
Enfin, l’Histoire nouvelle des anciens Ducs de l'Archipel qui est aussi une des principales références fut rédigée dans la seconde moitié du XVIIe siècle par un père jésuite du couvent de Naxos, le père Saulger.

## Famille et jeunesse

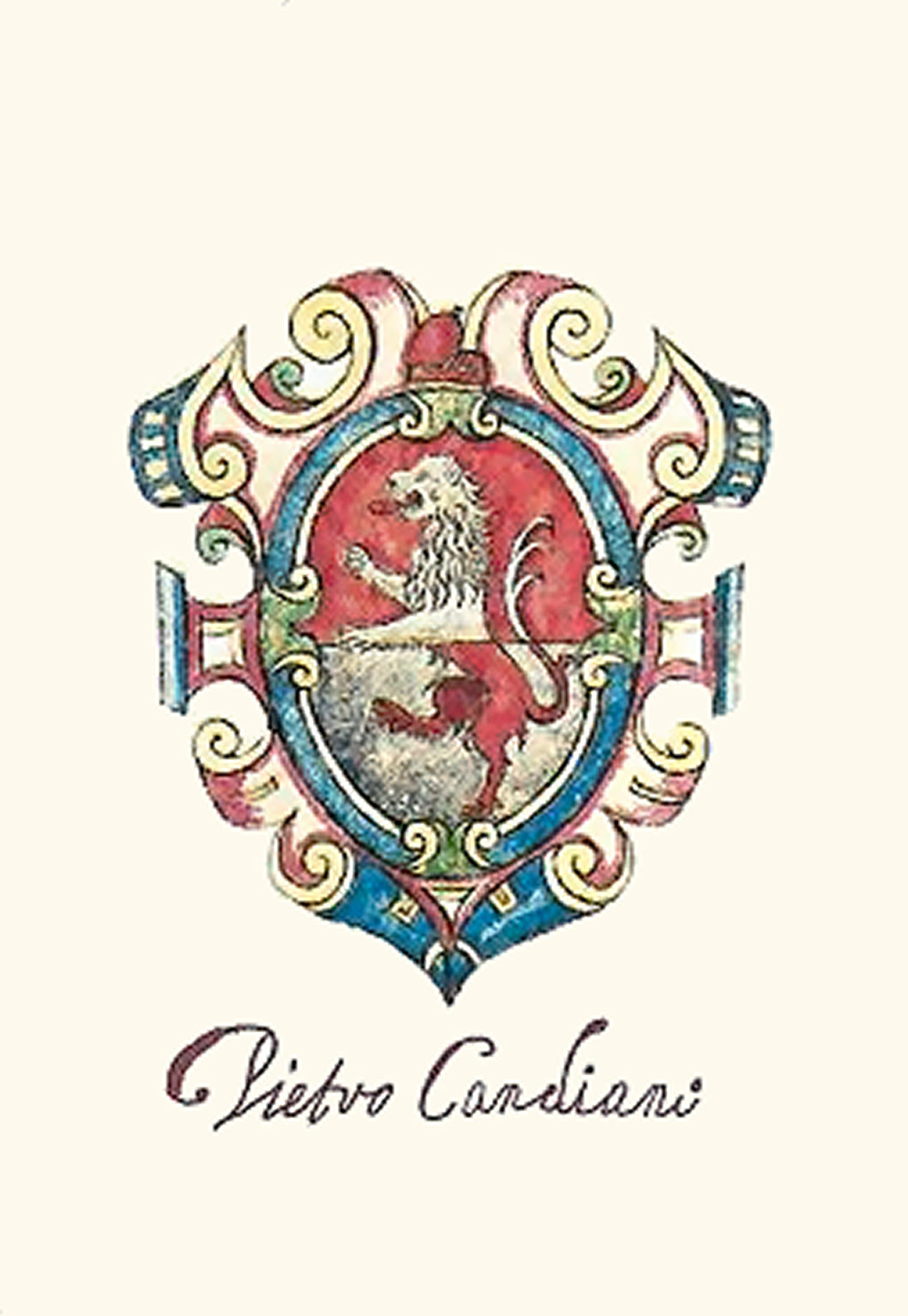
Armoiries de Pietro Ier Candiano.

La famille Sanudo descendrait de familles de tribuns et de primats de la ville d'Eraclea qui se seraient installés dans l'archipel vénitien (Malamocco, Rialto et Torcello) au début du IXe siècle après la destruction de leur ville. Elle aurait un temps porté le nom de Candiano et fourni divers doges à la Sérénissime : Pietro Ier Candiano (887), Pietro II Candiano (932-939), Pietro III Candiano Canuto (le chenu) ou Sanuto (le sage) (942-959), Pietro IV Candiano (959-976) et Vitale Candiano (978-979). Les derniers Candiani directs (attestés au XIe siècle) se seraient discrédités après une tentative d'instauration d'une dynastie à la tête de la République. Ensuite, il est uniquement question de la famille des Sanudi.
Quatre générations après Pietro IV, un Marco Sanudo est attesté dans la seconde moitié du XIe siècle. Il semble avoir porté les titres de conseiller et de capitaine. Il aurait aussi été ambassadeur de Venise à Constantinople où il aurait négocié la reconnaissance par l'empereur byzantin du pouvoir direct de Venise sur la Dalmatie et la Croatie vers 1084-1085. Il aurait alors à cette occasion noué de nombreux et fructueux contacts en Grèce et dans les îles de la mer Égée. Le surnom de Costantinopolitani (le « Constantinopolitain ») lui fut attribué. Il aurait eu un fils Pietro, sur qui la seule information dont on dispose est son mariage avec une sœur d'Enrico Dandolo. De ce mariage seraient nés trois fils : Marco, Bernardo et Lunardo.
Bernardo Sanudo fit partie, jeune homme, des électeurs du doge Enrico Dandolo en 1192. Lunardo, quant à lui, faisait partie des officiers commandant la flotte vénitienne à Abydos en 1196. Lunardo, ou selon d'autres chroniques médiévales Bernardo, portait le titre de Capitan delle Navi (Capitaine d'une partie de la flotte) d'Enrico Dandolo lors de la conquête de Constantinople en 1204.
La date de naissance de Marco Sanudo n'est pas connue avec certitude. Elle est souvent déduite par soustraction de son âge probable à sa date possible de mort. Selon le Père Saulger, il aurait eu 67 ans en 1220, si son âge et sa date de mort sont justes. Il serait donc né vers 1153. Les chroniques médiévales l'évoquent pour la première fois au cours d'un engagement naval de trente galères vénitiennes commandées par le doge Sebastian Ziani contre 75 galères commandées par Othon, le fils de l'empereur Frédéric Barberousse vers 1176-1177. Cependant, la réalité historique de cet épisode est elle aussi contestée.
Aussi, la première mention historiquement fiable de Marco Sanudo serait sa présence au cours de la Quatrième croisade. Il se serait distingué, sans plus de détails, lors des prises de Zara et Constantinople. Son nom n'apparaît cependant pas dans les listes d'officiers commandants de galère. Il est probable qu'il ait été présent sur une galère commandée soit par son frère (Bernardo ou Lunardo) soit par son oncle Enrico Dandolo.

## La conquête des Cyclades

### Les Cyclades au début duXIIIesiècle
Les thèmes, mis en place à partir du règne d’Héraclius au VIIe siècle, constituent la base de l'organisation administrative de l'Empire byzantin. Au Xe siècle un thème de l’Égée (tò théma toû Aiyaíou Pelágous) dirigé par un amiral (dhrungarios) fournissait des marins à la flotte impériale. Il englobait les Cyclades, les Sporades, Chios, Lesbos et Limnos. Il semblerait qu’ensuite le contrôle du pouvoir central sur les petites entités isolées qu’étaient les îles ait peu à peu diminué. Les défendre et y collecter les impôts devint de plus en plus difficile. Au début du XIIIe siècle, c'était devenu impossible. Constantinople y aurait alors renoncé,. Les Cyclades seraient donc passées sous l'autorité de Léon Gabalas installé à Rhodes. Ce fonctionnaire byzantin avait profité des difficultés de l'Empire pour mener un politique indépendante et mettre en place une seigneurie autonome. Autoproclamé « Seigneur des Cyclades », il tentait vainement de faire entrer les impôts, n'y parvenant qu'à grand peine, surtout en raison des pirates génois ou turcs qui ravageaient la région.
Ce fut durant cette période de l'Empire byzantin que les villages quittèrent les bords de mer pour monter dans les montagnes comme le plateau de Traghéa sur Naxos.

### La concurrence entre Venise et Gênes

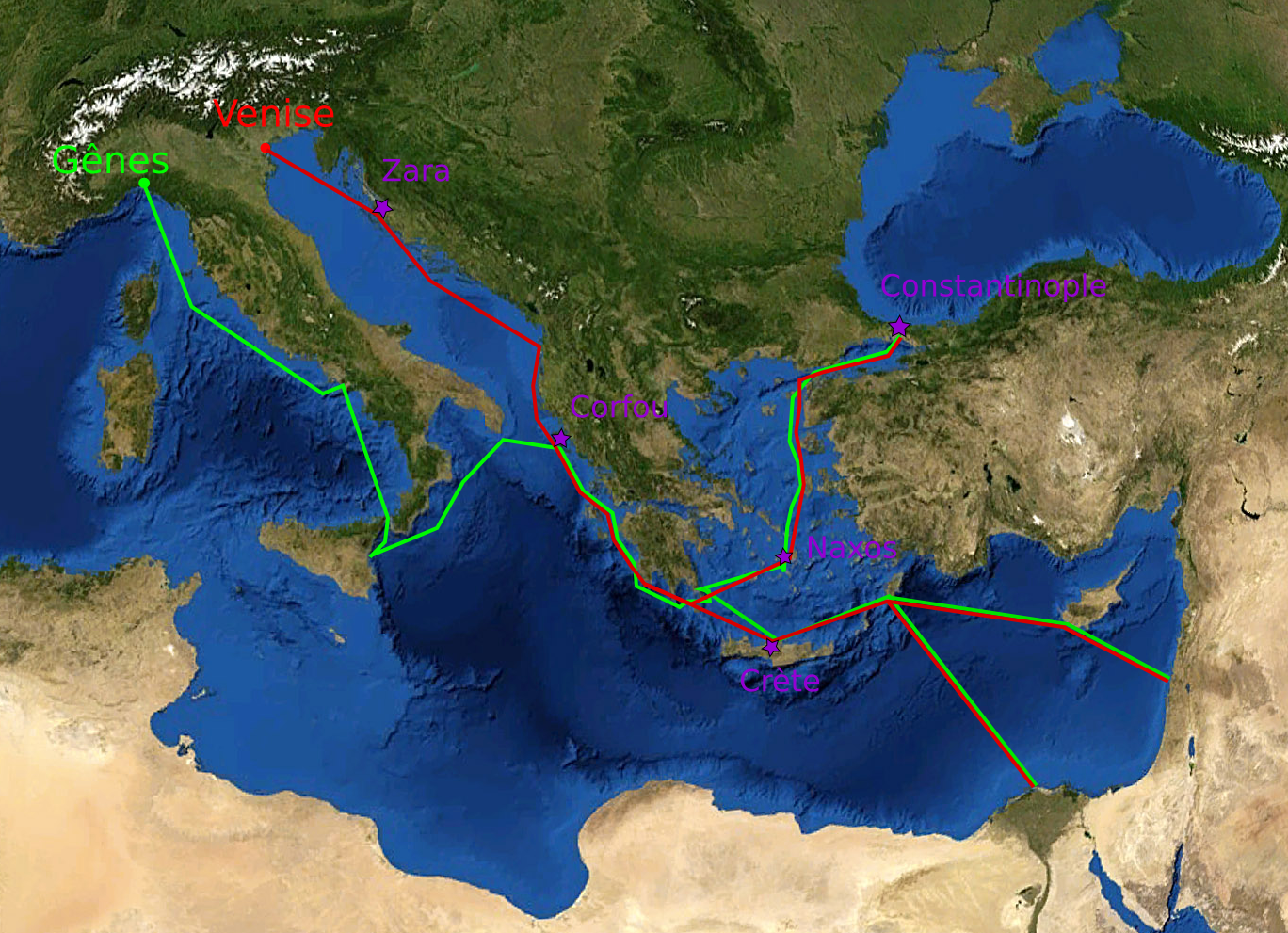
Carte simplifiée des routes commerciales génoises et vénitiennes
et des lieux où la présence de Marco Sanudo est avérée.

À partir du XIe siècle, les cités marchandes italiennes (principalement Venise et Gênes) développèrent leur commerce oriental, vers Constantinople et l'Égypte, premières étapes d'un commerce plus lointain. Les routes commerciales de deux cités passaient par les mêmes lieux. Les navires vénitiens longeaient la côte orientale de l'Adriatique avec comme étape Zara ou Dyrrachium, puis les Îles ioniennes et principalement Corfou. Ils contournaient le Péloponnèse par le sud via Coron puis remontaient à travers l'Égée et les Cyclades puis l'Eubée, Thessalonique et Constantinople pour la route nord ou vers la Crète et Alexandrie et la Syrie pour la route sud. Les navires génois longeaient la côte occidentale de l'Italie, traversaient le détroit de Messine puis celui d'Otrante pour faire étape à Corfou. Ils contournaient le Péloponnèse par le sud via Monemvasia puis remontaient à travers l'Égée vers Chios puis Constantinople pour la route nord ou via Milos, Naxos et Amorgós vers l'Égypte et la Syrie pour la route sud. La volonté de contrôle des étapes mit les cités commerciales en concurrence.
Au XIIe siècle, la concurrence s'intensifia. Venise était encore en position de force, grâce aux privilèges accordés par l'empereur Isaac. Mais, Alexis III les supportait mal et désirait réduire l'influence devenue pratiquement contrôle commercial vénitienne. Il favorisa aussi bien Pise que Gênes afin de ne pas donner le monopole enlevé à Venise à cette dernière. Les Pisans virent leurs privilèges et leurs positions à Thessalonique accrus en 1198 et 1199. Les Génois, après qu'ils eurent écrasé la piraterie qu'ils avaient eux-mêmes suscitée contre Venise et l'Empire byzantin, virent leurs privilèges ainsi que la taille du quartier qui leur était réservé à Constantinople augmentés en octobre 1201. Venise ne pouvait accepter ces évolutions sans réagir. Aussi, la proposition faite aux Croisés par Alexis Ange de l'aider à monter sur le trône fut rapidement acceptée, d'autant que ceux-ci étaient très endettés vis-à-vis de la Sérénissime à cause du prix de leur transport. Alexis Ange mis sur le trône grâce aux Croisés et à Venise ne pourrait rien refuser à la République qui regagnerait alors sa position commerciale dominante.

### La quatrième croisade

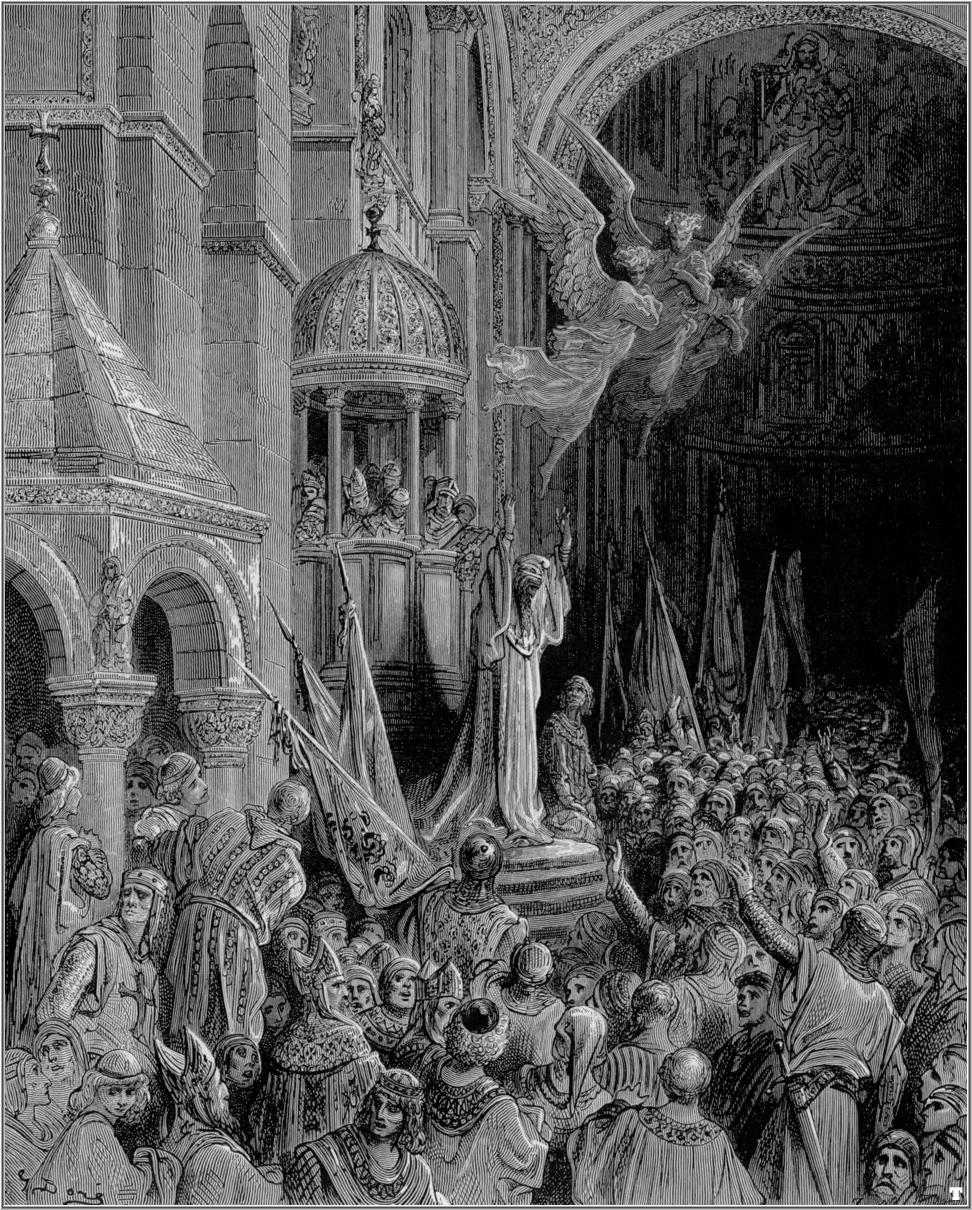
Enrico Dandolo appelant à la Croisade

En juillet 1203, les Croisés s'emparèrent de Constantinople et placèrent Alexis sur le trône comme promis. L'incendie du mois d'août amena sa chute et diverses usurpations. Les combats s'intensifièrent entre le camp croisé proche de la ville et les troupes d'Alexis V.
Le 13 avril 1204, la quatrième croisade s'empara de Constantinople, et les vainqueurs, que les Grecs désignèrent sous le terme générique de « Francs », se partagèrent l'Empire byzantin. Le texte de partage (Partitio Terrarum ou Partitio Romaniae) probablement rédigé à l’automne 1204 par une commission de vingt-quatre membres (douze Vénitiens, douze non-Vénitiens) ne mentionnait pas ouvertement les Cyclades. Un quart de l’empire conquis était dévolu à Baudouin de Hainaut qui venait d’être élu empereur latin, trois huitièmes revenaient à Venise et les trois huitièmes restants aux autres croisés occidentaux. Si des Sporades ou les îles ioniennes étaient citées et partagées, peu de Cyclades étaient évoquées. Seules Andros et Tinos étaient directement nommées et données l’une aux Vénitiens, l’autre à l’empereur. Certaines interprétations du texte ont cherché à retrouver les autres îles. Cependant, deux éléments peuvent expliquer leur absence, même pour de grandes îles comme Naxos. Le partage fut établi à partir du rôle fiscal byzantin de 1203, or, nombre d’îles avaient fini par échapper à l’impôt. Cette omission pourrait aussi avoir été volontaire de la part de Venise qui aurait ainsi profité de sa connaissance géographique de la région, aux dépens des croisés. Elle se serait ainsi réservé des étapes essentielles à son commerce maritime.
Marco Sanudo avait accompagné les Croisés à Constantinople. Il fut nommé juge à la cour consulaire de la ville conquise (giudice del commun) puis il participa aux négociations qui aboutirent à l'achat par Venise de la Crète qui avait échu à Boniface de Montferrat lors du partage.

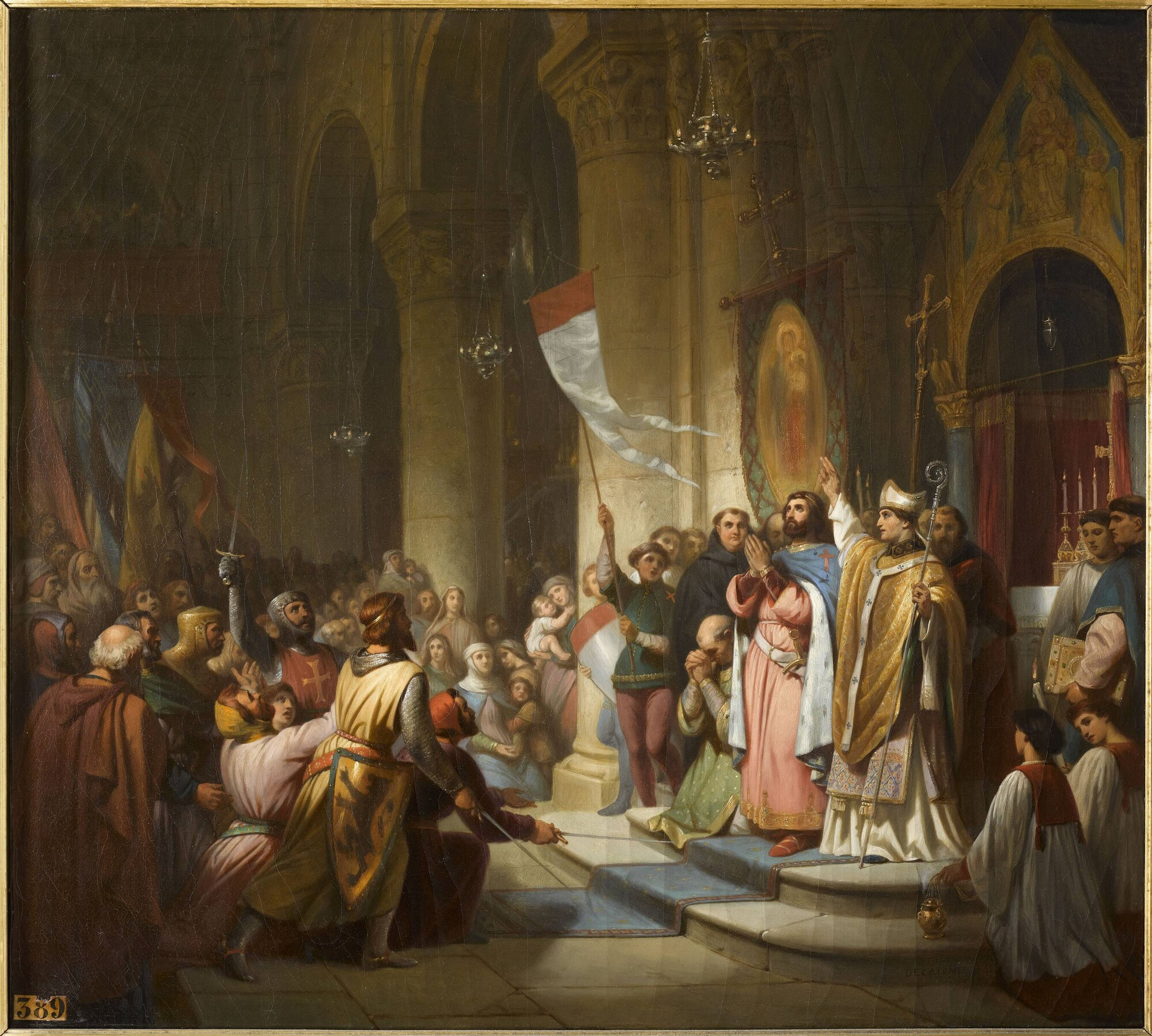
Boniface de Montferrat choisi chef de la Croisade. Henri de Caisne(1840)

Boniface de Montferrat, trop proche des Génois au goût de Venise, avait été choisi comme chef par les croisés. Cependant, il avait été privé du titre d'empereur au profit de Baudouin. Pour le dédommager, le partage lui avait accordé le royaume de Thessalonique (sa famille avait des liens étroits avec la région) et la Crète. La région de Thessalonique n'avait cependant pas encore été conquise. L'armée impériale latine de Baudouin s'empara de la Thrace et de la Macédoine. Boniface considéra que l'empereur enfreignait ses droits. Il mit le siège devant Andrinople. Enrico Dandolo envoya une délégation à Boniface de Montferrat pour le ramener à la raison. Cette délégation était menée par Geoffroi de Villehardouin et Marco Sanudo en faisait partie. Il s'agissait aussi d'éviter que Boniface vendît la Crète, comme il avait annoncé qu'il en avait l'intention, à la république de Gênes, la concurrente commerciale de Venise. Le 12 août 1204, le traité d'Andrinople entre Boniface et Venise fut signé. La Sérénissime obtenait la Crète et Boniface garantissait et protégeait les possessions vénitiennes. Quant à lui, il obtenait le Royaume de Thessalonique dont la possession et la protection lui étaient garanties par Venise. Certaines chroniques médiévales suggèrent, à partir de celle d'Enrico Dandolo (1360-1362) que le Traité d'Adrinople aurait accordé des possessions en Crète à Marco Sanudo, ce que le document officiel, conservé, contredit,.

### La conquête du Duché

#### Prise de Naxos

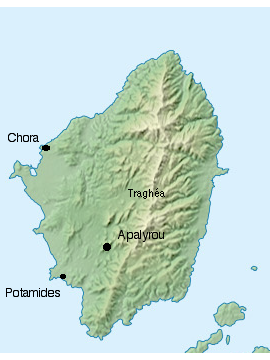
Carte de Naxos situant les lieux de la conquête.

Venise craignait que sa grande rivale, la république de Gênes profitât de la situation troublée dans la Méditerranée orientale pour essayer d'y accroître son influence. Venise avait réussi à arracher la Crète au moment où Gênes allait l'acheter. Cette dernière exigea que la Sérénissime renonçât, faute de guerre, à l'île. Un conflit, inévitable, commença. Au début de 1205, on apprit à Constantinople qu'une flotte génoise avait fait son apparition dans l'Égée. Marco Sanudo, avec l'accord de son oncle Enrico Dandolo, mais aussi la bénédiction de l'empereur latin recruta, sur ses propres deniers, les équipages pour huit galères mises à sa disposition afin d'essayer de contrer les Génois. Les marins recrutés étaient des Vénitiens tous volontaires,.
Il aborda sur la côte sud-ouest de Naxos, près de Potamides. Le débarquement ne rencontra aucune opposition de la part de la population locale. La forteresse byzantine, Apalyrou, à peu près à trois kilomètres dans les terres, était alors tenue par des Génois et des Grecs. Sanudo aurait fait brûler ses vaisseaux après le débarquement, pour augmenter la détermination de ses troupes. Le siège de la forteresse dura cinq semaines. Sa prise donna le contrôle de l'intégralité de l'île,.

#### Confirmations

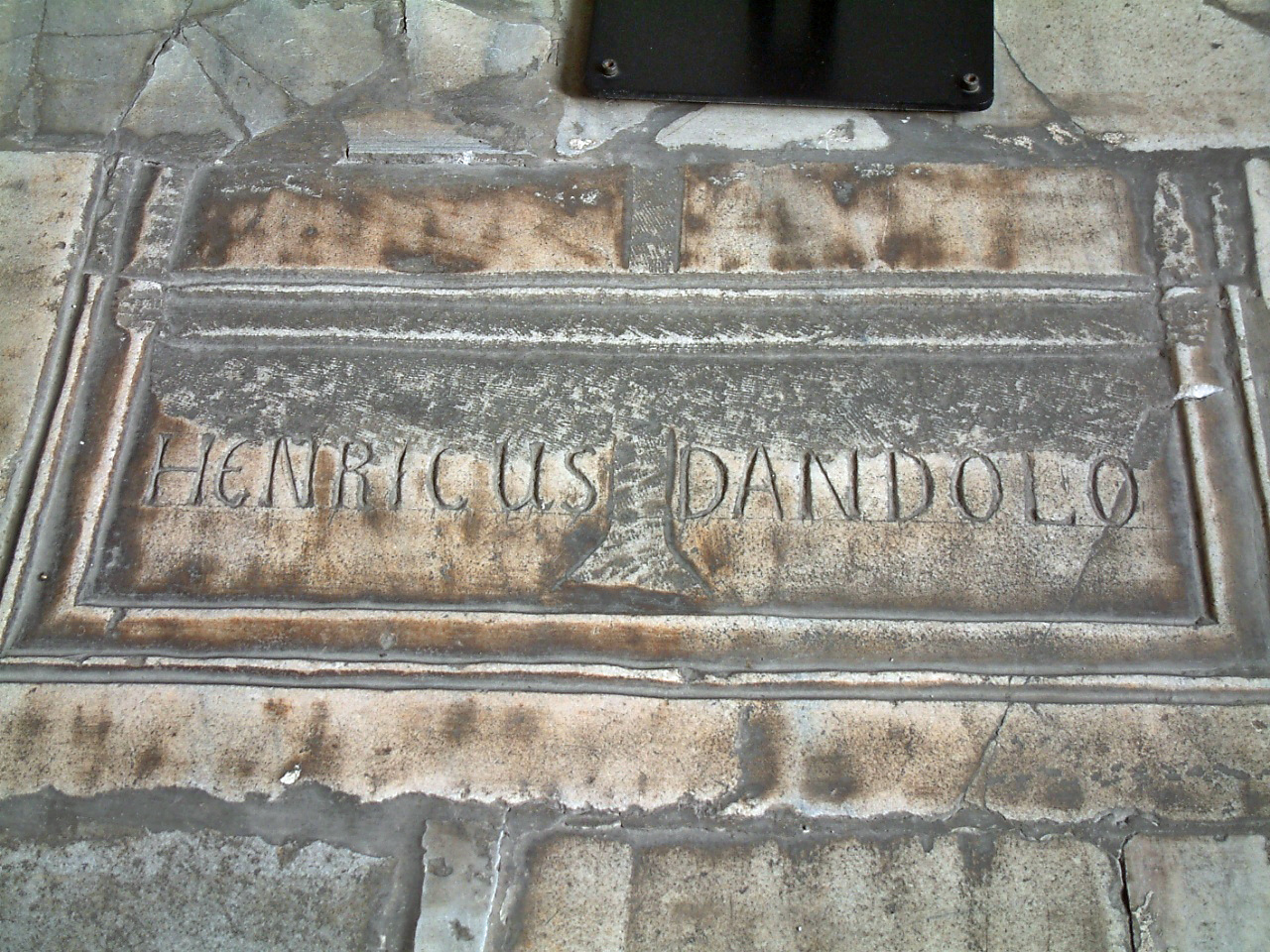
Tombe d'Enrico Dandolo dans Sainte-Sophie.

Marco Sanudo devait cependant se faire confirmer sa conquête par les autorités de l'Empire latin. Il retourna donc à Constantinople. Baudouin avait disparu lors de la bataille d'Andrinople le 14 avril, contre les Bulgares. Et l'oncle de Sanudo, le doge Enrico Dandolo était mort le 1er juin. Le podestat nommé pour assurer l'intérim en attendant l'élection du doge suivant, Marino Zeno, et le Conseil des Vénitiens l'assurèrent que sa conquête serait confirmée. Cependant, une condition était posée : elle ne pouvait être transmise qu'à un Vénitien,.
En juillet 1205, Sanudo partit pour Venise annoncer la mort du doge et se faire confirmer sa conquête. Il participa à l'élection de Pietro Ziani qui lui accorda le droit de s'emparer à titre privé des Cyclades non évoquées dans le Partitio Terrarum. En fait, ce droit fut accordé à tous les citoyens vénitiens pour tous les territoires byzantins non évoqués dans le Partitio Terrarum,.
Les Génois s'étaient installés et fortifiés en Crète et à Corfou, menaçant l'hégémonie vénitienne. La Sérénissime arma une flotte pour les déloger. Sanudo participa à l'expédition car les Génois en Crète menaçaient aussi directement son île. Enrico Pescatore, au service de Gênes, avec une flotte qui comptait principalement huit galères, avait débarqué en Crète en 1206. La flotte vénitienne captura quatre galères génoises à Spinalonga, puis patrouilla les eaux crétoises et arraisonna tous les navires ennemis. Cependant, il n'y eut pas de débarquement pour reprendre l'île. La campagne finie, la flotte vénitienne repartit vers ses bases et Marco Sanudo put se rendre à Constantinople se faire confirmer en 1207 sa possession (et ses projets de conquête) par le nouvel empereur, Henri de Hainaut qui avait succédé à son frère,.

#### Conquête des autres îles
L'autorisation vénitienne et impériale encouragea d'autres aventuriers. Une expédition, sur des fonds privés toujours, fut montée en 1206-1207. En 1207, Marco Sanudo contrôlait les Cyclades avec ses compagnons et parents. Un certain Marino Dandolo devint seigneur d'Andros et lui prêta hommage ; d'autres Vénitiens, les frères Andrea et Geremia Ghisi devinrent maîtres de Tinos et Mykonos ainsi que des Sporades ; Pietro Guistianini et Domenico Michieli se partagèrent Kéa. Marco Sanudo se serait emparé quant à lui d'une dizaine des principales îles : Naxos, Paros, Antiparos, Milos, Kimolos, Ios, Amorgós, Siphnos, Sikinos, Syros, Folegandros et Kythnos, (cependant l'histoire particulière de chaque île est mal connue pour le XIIIe siècle, et certaines dynasties (Barozzi, Querini) que l'on pensait s'être installées dès la fondation du duché semblent n'avoir acquis leurs possessions qu'à partir du XIVe siècle). Certaines chroniques suggèrent que Sanudo se serait emparé aussi peut-être dès cette époque de la ville de Smyrne.
La conquête semble s'être faite très facilement. Il n'y a pas de récits de combats. Il semblerait que tout ce que les conquérants avaient à faire était d'entrer dans les principaux ports des îles et d'annoncer qu'ils prenaient le pouvoir. Diverses explications ont été avancées. Une des plus évidentes était que l'Égée était alors infestée de pirates et que seule la flotte vénitienne était capable de les éradiquer. Que Sanudo et ses compagnons aient été des personnes privées plutôt que des capitaines au service de Venise n'entra pas en ligne de compte : les Vénitiens étaient préférables à l'insécurité. De plus, Sanudo ne s'aliéna pas les classes dominantes grecques (les archontés). Il leur confirma leurs biens, leurs privilèges et leur religion. Il n'eut donc pas d'opposition à craindre de la part des élites et donc des populations contrôlées par ces élites.

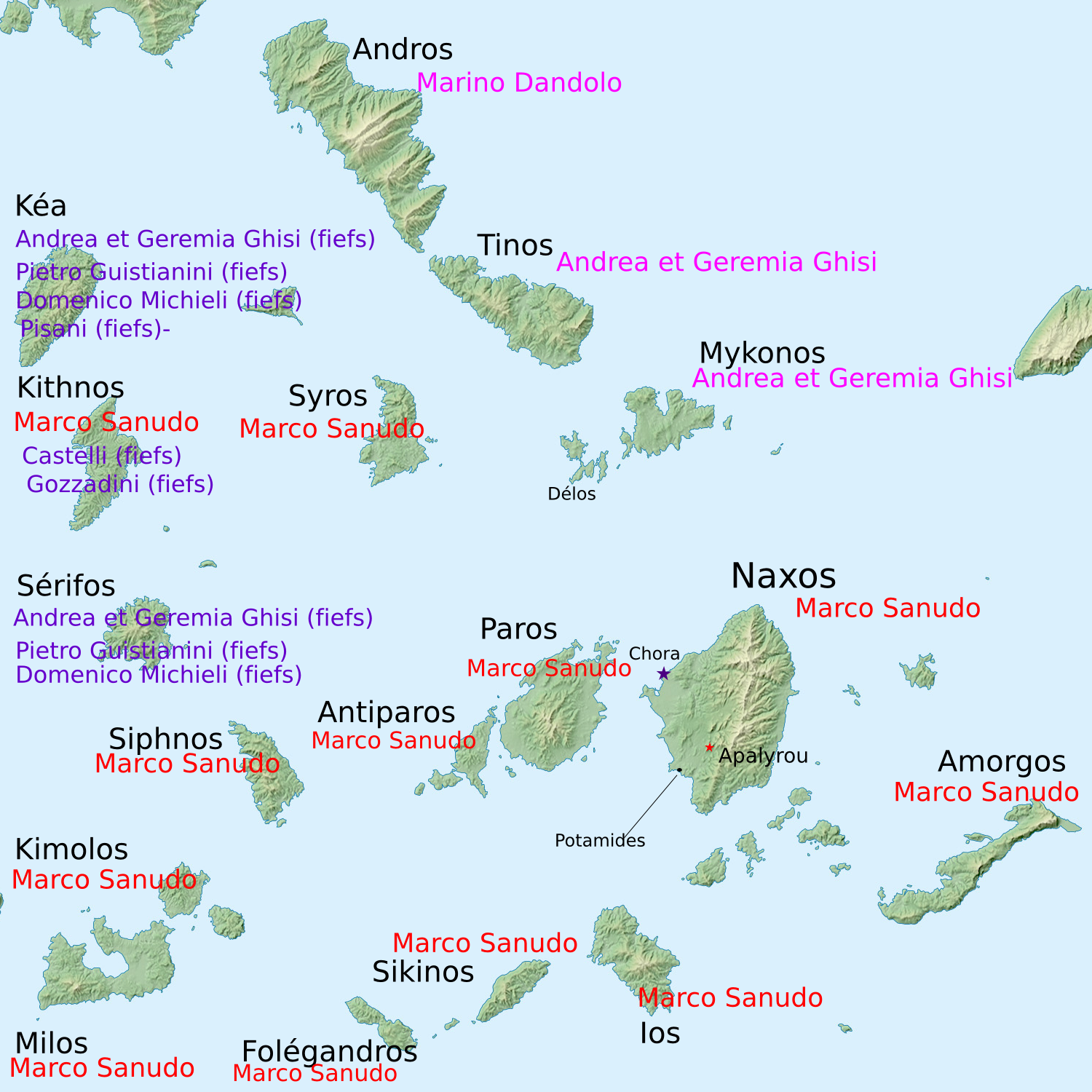
Répartition des îles entre les conquérants.

#### Autre version
Guillaume Saint-Guillain, dans son article de 2004 (publié en 2006), après avoir analysé les diverses chroniques médiévales et remis en cause leur fiabilité, s'intéresse à des documents immédiatement contemporains des faits. L'archevêque métropolite d'Athènes, Michaèl Chôniatès, réfugié sur Kéa pour fuir l'avancée latine écrivit fin 1208 ou début 1209 une lettre au patriarche œcuménique où il refusait, pour des questions de santé, le siège vacant de Paros-Naxos. Il semble peu probable qu'il ait fui la domination latine à Athènes pour se placer sous une autre domination dans les Cyclades. Dans son poème Théanô, il évoque la résistance des Grecs aux Latins. De ce texte, on peut conjecturer que « son » île, Kéa, n'était pas soumise en 1212. Il suggère aussi qu'il y aurait eu une tentative latine infructueuse de s'emparer de l'archipel vers 1205, sans pour autant que Marco Sanudo fût concerné. Il faudrait donc placer à une date plus tardive la conquête de l'archipel par les Vénitiens.

## La fusion de deux mondes
Marco Sanudo fut l'initiateur des deux principales lignes politiques suivies par le duché de Naxos : l'indépendance vis-à-vis de Venise et les bonnes relations avec les Grecs de ses domaines.

### Féodalité occidentale en terre grecque

Armoiries de l'Empire latin de Constantinople.

En 1210, Marco Sanudo rendit hommage pour le duché à l'empereur latin Henri de Hainaut qui lui accorda le titre de pair de l'Empire byzantin et de Duc de l'Archipel. Ce serait en effet ce duché qui aurait suscité la création du mot « archipel » qui viendrait du vénitien « archipelago », déformation du nom grec de la mer Égée « Aigaion Pelagos » (Αιγαιον πελαγος). Sanudo avait choisi de devenir le vassal de l'empereur plutôt que de risquer de finir simple gouverneur des îles au nom de Venise. Il s'assurait ainsi la propriété définitive de ses conquêtes, en échange des services habituels de la féodalité : aide et conseil.
Le système féodal occidental s'implanta alors en Grèce. Hormis les Ghisi (peut-être vassaux directs de l'empereur), les Italiens dans les Cyclades étaient les vassaux de Marco Sanudo, lui-même vassal de l'empereur. En effet, les soldats et les marins qui avaient conquis les îles avec leur capitaine furent récompensés par des fiefs et furent faits chevaliers, devant aide et conseil à leur suzerain. Ils devinrent feudati ou feudatori, vivant des revenus de leur terre et constituant une nouvelle élite sociale à côté de celle des archontés. La nouvelle que de simples manants pouvaient devenir chevaliers en Grèce se répandit et de nouveaux aventuriers arrivèrent d'Italie, de France et d'Espagne,.
Marco Sanudo respecta les droits et les propriétés (pronoias en grec) des archontés grecs. Sur les cinquante-six fiefs (τόποι) recensés sur Naxos, plus de la moitié appartenaient à des Grecs. Il semblerait qu'il y ait eu suffisamment de terres vacantes ou dans le domaine public pour que Sanudo ait pu les distribuer à ses vassaux « francs » sans en confisquer. Au même moment, en Crète, Venise confisqua les terres des archontés et se les aliénait au point de devoir affronter de très nombreuses révoltes dans les siècles suivants. Sanudo ne rencontra pas ce type de problèmes avec la population locale,.
Le système féodal « franc » se surimposa au système administratif byzantin, conservé par les nouveaux seigneurs : les taxes et corvées féodales étaient appliquées aux divisions administratives byzantines et l'exploitation des fiefs continuait selon les techniques byzantines. La loi byzantine resta aussi en vigueur pour les mariages et les propriétés pour la population locale d'origine grecque. Il en était de même pour la religion : si la hiérarchie catholique dominait, la hiérarchie orthodoxe subsistait et parfois, lorsque le curé catholique n'était pas disponible, la messe était célébrée par le pope orthodoxe.
Les deux cultures se mêlèrent étroitement. Les « nobles » d'origine italienne et grecque parlaient l'italien, que la population locale appelait le « franc ». Les classes populaires parlaient un « italohellénique », sorte de langue vernaculaire construite à partir d'un mélange des deux langues.

### Gestion du duché

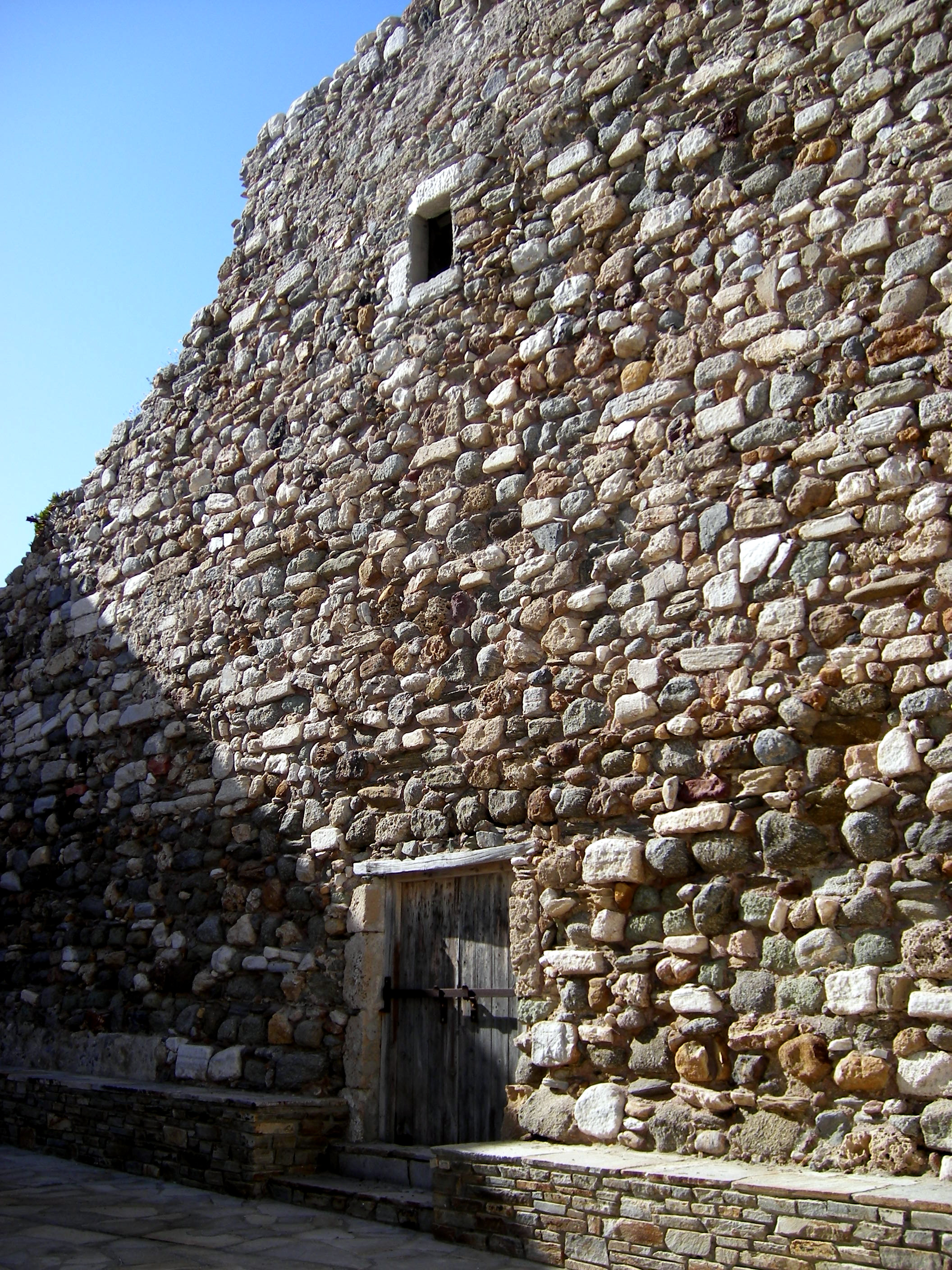
Restes du donjon que Sanudo érigea dans le kastro de Naxos.

Sanudo gouverna directement Naxos et Milos et nomma des gouverneurs pour les autres îles. Le Père Saulger lui attribua la création de toutes les institutions du duché, ce qui n'est pas tout à fait avéré. Il se serait entouré d'un conseil (università) inspiré du modèle vénitien de la Commune et composé de Grecs et Latins. À ses côtés se serait trouvé un vicario qui le remplaçait quand il était absent (ce qui fut souvent le cas). Le commandant en chef des troupes portait le titre de megas kapetanios (en grec), grand capitaine. Il y aurait aussi eu un trésorier, un chancelier et une administration judiciaire. Le Duc battait aussi monnaie, le « ducat ».
Marco Sanudo changea le visage de Naxos en faisant redescendre la population vers le littoral. Il fit en effet construire une nouvelle capitale, au bord de la mer, sur le site de la ville antique abandonnée. Le port était bien meilleur qu'à Potamides. Il fit ériger une ou plusieurs jetées. Certaines sources évoquent une jetée entre la terre ferme et l'îlot où se trouve le temple antique. D'autres considèrent que la chapelle actuelle de Myrtidiotissa repose sur cette jetée médiévale. Sur l'ancienne acropole antique, une forteresse, le castro, fut construite. Elle englobait dans un mur d'enceinte complété de tours le palais ducal, avec un donjon et une chapelle ducale en style gothique (aujourd'hui disparue), les résidences des familles latines et la cathédrale catholique, dédiée à l'Annonciation. Les Grecs s'installèrent entre le castro et le port, dans les faubourgs de Bourgou et Néochorio,.
Il fit de même sur Milos où il fit construire une nouvelle capitale plus près de la mer : Apanokastro où s'installa la population latine.

### Familles catholiques et familles orthodoxes
Les Occidentaux dans le duché de Sanudo n'étaient pas très nombreux. On estime qu'ils représentaient un peu plus de 10 % de la population de Naxos, « l'île capitale », soit autour de 300 personnes et que leur proportion était plus faible dans les autres îles autour de 5 %. Les classes supérieures franques et grecques se mêlèrent rapidement. Dans un premier temps, seuls des hommes avaient quitté l'Occident et les familles hésitèrent à envoyer leurs filles. On se maria donc sur place.
Le problème religieux, qui remontait au schisme de 1054, ne pouvait que se poser dans les terres de Marco Sanudo. Le duc, comme ses proches étaient des catholiques romains et la population des orthodoxes grecs. Installé en terre grecque, Marco Sanudo ne prévoyait cependant pas de se convertir à l'orthodoxie. Il était persuadé, comme les autres Latins que «sa» forme de christianisme était supérieure aux autres et que celles-ci devaient lui être soumises.
Il ne semble pas qu'il y ait eu au moment de la conquête d'évêque de Paronaxia. Il n'y eut pas non plus d'évêque grec durant les premières années. Marco Sanudo craignait qu'ils aient été plus fidèles à l'empire de Nicée qu'au duché de Naxos. Les popes étaient alors dirigés uniquement par un protopapas. Cependant, tous les prélats orthodoxes furent confirmés dans leur cure et les monastères, qui dépendaient de l'ordre de Saint Basile, furent exemptés d'impôts. Sanudo réussit à ménager la susceptibilité religieuse de ses sujets, évitant ainsi une source de conflit. En 1208, Sanudo demanda au Pape Innocent III de lui envoyer un évêque catholique. Le nom de ce prélat n'est pas connu. Le second évêque régna de 1243 à 1253, après la mort de Marco Sanudo,.

## Au service de Venise et de l'empereur

### Les expéditions crétoises de 1211 et 1212

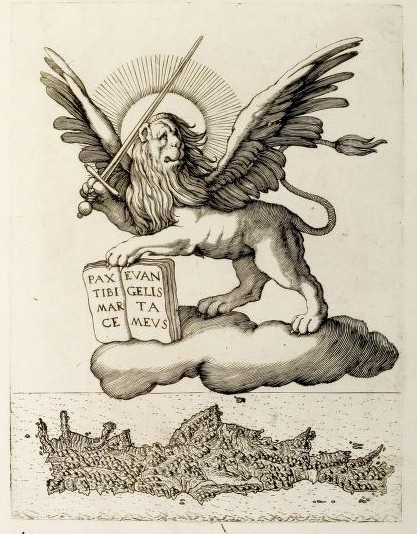
Le lion ailé de St Marc, symbole de la république de Venise surplombant la Crète.

En 1211, Enrico Pescatore était toujours présent en Crète malgré les expéditions vénitiennes de 1207 à 1211. Après un débarquement cette fois-ci, la ville de Candie fut prise puis l'île peu à peu conquise. Pescatore se réfugia dans sa principale forteresse, Paleocastro. Il s'y maintint grâce à des renforts réguliers génois. Cependant, vers la fin de 1210 ou au début de 1211, sa situation devint intenable. Il traita avec Venise qui entra en possession complète de la grande île, tandis que Pescatore épousait une riche vénitienne qui lui apporta une immense dot.
Ayant négocié le traité d'acquisition de la Crète, il semble logique que Marco Sanudo ait participé aux expéditions vénitiennes destinées à s'assurer de l'île. Cependant, les sources divergent quant à son rôle réel. Certaines chroniques lui avaient déjà accordé la possession de terres sur l'île depuis le Traité d'Andrinople avec Boniface. Il participa aux combats et aurait, selon certaines chroniques (fondées sur celle peu fiable d'Enrico Dandolo de 1360-1362), exercé l'intérim du pouvoir entre le départ du commandant des expéditions, le Capitanio Anzolo Querini (qui coïncida avec le départ de Pescatore) et l'arrivée du duc Giacomo Tiepolo,.
La politique vénitienne en Crète était tout à fait différente de celle menée par Sanudo dans son duché de Naxos. La Sérénissime ne sut pas se concilier la population locale. De plus, des colons vénitiens furent envoyés sur l'île où ils s'emparèrent des terres. Les archontés crétois furent ceux qui souffrirent le plus de ses expropriations. Ils se révoltèrent en 1212 contre le gouverneur vénitien Giacomo Tiepolo qui appela à nouveau Sanudo à l'aide. Il lui promit trente propriétés en fief en échange de ses services. Il vint à la fin du printemps avec d'importantes troupes, constituées en grande partie de ses sujets grecs, donc pratiquant le même type de combat que les Crétois insurgés. En quelques semaines, sa victoire fut totale. Un différend opposa alors les deux chefs Tiepolo et Sanudo. La cause n'en est pas connue. Peut-être Tiepolo refusa-t-il de tenir sa promesse concernant les trente fiefs. Peut-être Sanudo avait-il réellement des vues sur l'île où il comptait sur la popularité qu'il avait gagnée auprès des Grecs grâce à sa politique dans son duché.
Le conflit éclata en juin 1212 soit en raison d'une pénurie de pain ou d'un retard de soldes pour les troupes du duché de Naxos. Marco Sanudo prit la tête d'une troupe qui comprenait des Latins et des Grecs et qui criait « Vive Saint Marc et vive Sanudo, Roi de Candie ! ». Très vite, il devint maître de l'intégralité de l'île, hormis la forteresse de Témenos (au sud de la ville de Candie) où s'étaient réfugiés Tiepolo et ses partisans. Lorsque Sanudo tenta d'y mettre le siège, il en fut empêché par une sortie des troupes de Tiepolo. Cette défaite fit perdre à Sanudo une partie de ses soutiens parmi les Grecs. Venise envoya alors des renforts. En décembre 1212, la ville de Candie fut reprise. La tentative de Sanudo avait échoué, même s'il tenait encore une demi-douzaine de forteresses et une grande partie de l'île. Il réussit à négocier une paix honorable (le traité a été conservé dans les archives vénitiennes). Sanudo promit de ne plus jamais tenter d'ajouter la Crète à son duché et de ne jamais y remettre les pieds, sans la permission du doge. Il fut autorisé à quitter l'île avec sept navires. Venise lui accorda une rançon de 1 500 hyperpères, 3 000 boisseaux de blé et 2 000 d'orge ainsi que la grâce de ses lieutenants (latins et grecs) faits prisonniers,. Cette « rançon » pourrait aussi n'être qu'un accord passé entre deux chefs de guerre latins victorieux qui se seraient disputé lors du partage d'une région de l'Empire byzantin dont ils venaient de s'emparer. Aider Sanudo plutôt que Tiepolo aurait semblé plus profitable aux archontés grecs. En échange, Sanudo restitua les places fortes qu'il tenait autour de La Canée et Réthymnon.

### La lutte contre l'empire de Nicée
Vassal de l'empereur latin, Marco Sanudo lui devait aide militaire. Il participa donc aux guerres contre l'empire de Nicée et Théodore Lascaris. Sanudo s'empara de Smyrne, principal débouché maritime pour Nicée, à une date mal connue. Il semblerait aussi que la flotte naxiote composée de sept à huit galères ait dû affronter une trentaine de galères de Nicée qui aurait remporté la bataille. Sanudo aurait alors été fait prisonnier. Il aurait payé sa rançon en restituant Smyrne et les terres qu'il avait conquises sur le continent,.
C'est à partir de cet épisode que Guillaume Saint-Guillain, dans son article de 2004 (publié en 2006), propose une autre datation pour la conquête des Cyclades par Marco Sanudo. Giudice del commun (juge à la cour consulaire) à Constantinople, ce dernier y aurait exercé ses fonctions jusqu'à son intervention en Crète de 1211-1212. Il quitta l'île où il n'avait pas réussi à se tailler un domaine avec sept navires. Au début de 1213, Henri de Hainaut, en guerre contre Théodore Lascaris appela, dans une lettre conservée, les Latins à venir lui prêter assistance dans une victoire assurée. Sanudo, toujours en quête d'un domaine, aurait rejoint les forces de l'empereur latin. Ici se placerait l'affrontement entre les sept navires avec lesquels il avait quitté la Crète et la flotte de Nicée. Sa défaite entraîna sa captivité. Dans le traité de paix, les Latins rendirent la région de Smyrne mais l'empire de Nicée reculait. Le mariage de Sanudo avec la sœur de l'empereur grec (cf. infra) pourrait alors rentrer dans le cadre de la politique de détente entre Latins et Grecs. Marco Sanudo aurait alors repris, peu après 1213-1214, ses sept à huit navires (fournis par Venise) pour s'emparer, enfin, d'un territoire, les Cyclades, pour lesquelles il fit hommage à l'empereur Henri en 1216 à Thessalonique.
Marco Sanudo aurait aussi participé aux guerres menées contre Theodoros Angelos Doukas, le Despote d'Épire. Il accompagna l'empereur latin Henri dans sa dernière expédition militaire en 1216. Il se rendit à la convocation des vassaux à Thessalonique avec 1 500 hommes et son fils Angelo. Là, l'empereur, juste avant son assassinat, reconnut ce dernier comme successeur de son père au titre de Duc de Naxos. Après l'empoisonnement d'Henri, Marco Sanudo semble être retourné sur Naxos, laissant son fils et ses troupes remplir les obligations féodales. Les sources ne sont alors pas très claires quant à savoir à qui Angelo prêta hommage : Pierre II de Courtenay ou Robert de Courtenay, avant ou après le décès de son père. Les troupes du duché, menées soit par Marco lui-même, soit par Angelo, prirent part au reste de la campagne.

## Mariage et descendance

Armes des Sanudi, ducs de Naxos

### Mariages
Les sources ne sont pas claires quant à l'épouse de Marco Sanudo. Il est sûr qu'il épousa une sœur de l'empereur, mais il n'est pas possible de savoir s'il s'agit d'Angela la sœur du premier empereur latin Baudouin de Hainaut ou de la sœur de l'empereur de Nicée Théodore Lascaris, qui la lui aurait donnée en reconnaissance de la valeur qu'il aurait montrée lors des conflits qui opposèrent les deux hommes. On sait aussi qu'il eut au moins deux fils, Angelo et Giovanni. Angelo aurait été issu d'un premier mariage, puisqu'il avait 26 ans lorsqu'il succéda à son père. Giovanni aurait vécu à Négroponte jusqu'en 1260,.

### Décès et successeur
Marco Sanudo décéda d'une longue fièvre, à plus de soixante-dix ans, entre 1220 et 1230 selon les sources. La date de 1220 pour la mort de Marco Sanudo repose sur une lettre de Marco II Sanudo à la république de Venise où il écrit que son père Angelo Sanudo a prêté hommage à l'empereur Robert après la mort de son grand-père Marco Sanudo. Robert régna de 1219 à 1228. Il est alors communément accepté que Marco Sanudo serait mort vers 1220. Mais, n’importe quelle date entre 1220 et 1228 est envisageable. Guillaume Saint-Guillain, s'appuyant sur une donation d'un monastère de Naxos « in articulo mortis » (« à l'article de la mort ») faite à Venise par Marco Sanudo à un monastère vénitien en septembre 1227, propose un décès de Marco Sanudo, à Venise en septembre ou octobre 1227.
D'autres interprétations, pas forcément crédibles face au texte de cette donation, envisagent qu'il n'aurait pas forcément été avéré que Marco Sanudo fût décédé au moment où Angelo Sanudo prêta hommage à l'empereur. Elles citent des chroniqueurs vénitiens racontant la rébellion crétoise de 1230 qui mentionnent l'intervention de Marco Sanudo appelé à l'aide par le Duc vénitien de l'île, Giovanni Storlato. Mais, l'implication dans le conflit de la puissante flotte de Jean III Doukas Vatatzès, l'empereur de Nicée, aurait amené Sanudo à se retirer de Crète afin de ne pas voir ses possessions menacées. Il aurait peut-être aussi reçu des cadeaux qui auraient influencé sa décision. Enfin, si Sanudo avait épousé la sœur de l'empereur de Nicée Théodore Lascaris, Vatatzès et lui étaient beaux-frères, ce qui aurait facilité un arrangement. Cet épisode est le dernier mentionné dans les chroniques à propos de Marco Sanudo qui serait donc, pour celles-ci, décédé au plus tard au début des années 1230.
Son fils Angelo Sanudo lui succéda.

### Arbre généalogique
|  |  |                                             |                                             |                                             |                                             |                                             |                                             |                                |                                |                                                   |                                                   |                                                   |                                                   |                                                   |                                                   |                                          |                                          | Marco Sanudo Constantinopolitani                                 |                                                                  |                                                                  |                                                                  |                                                                  |                                                                  |                                   |                                   |                                                           |                                                           |                                                           |                                                           |                                                           |                                                           |                                     |                                     |                                                 |                                                 |                                                 |                                                 |                                                 |                                                 |  |  |  |  |  |  |  |  |  |  |  |  |  |  |  |  |  |  |  |  |  |  |  |  |  |  |  |  |  |  |  |  |
|  |  |                                             |                                             |                                             |                                             |                                             |                                             |                                |                                |                                                   |                                                   |                                                   |                                                   |                                                   |                                                   |                                          |                                          |                                                                  |                                                                  |                                                                  |                                                                  |                                                                  |                                                                  |                                   |                                   |                                                           |                                                           |                                                           |                                                           |                                                           |                                                           |                                     |                                     |                                                 |                                                 |                                                 |                                                 |                                                 |                                                 |  |  |  |  |  |  |  |  |  |  |  |  |  |  |  |  |  |  |  |  |  |  |  |  |  |  |  |  |  |  |  |  |
|  |  |                                             |                                             |                                             |                                             |                                             |                                             |                                |                                |                                                   |                                                   |                                                   |                                                   |                                                   |                                                   |                                          |                                          |                                                                  |                                                                  |                                                                  |                                                                  |                                                                  |                                                                  |                                   |                                   |                                                           |                                                           |                                                           |                                                           |                                                           |                                                           |                                     |                                     |                                                 |                                                 |                                                 |                                                 |                                                 |                                                 |  |  |  |  |  |  |  |  |  |  |  |  |  |  |  |  |  |  |  |  |  |  |  |  |  |  |  |  |  |  |  |  |
|  |  | Enrico Dandolo (doge de Venise)             | Enrico Dandolo (doge de Venise)             | Enrico Dandolo (doge de Venise)             | Enrico Dandolo (doge de Venise)             | Enrico Dandolo (doge de Venise)             | Enrico Dandolo (doge de Venise)             |                                |                                | une sœur d'Enrico                                 | une sœur d'Enrico                                 | une sœur d'Enrico                                 | une sœur d'Enrico                                 | une sœur d'Enrico                                 | une sœur d'Enrico                                 |                                          |                                          | Pietro Sanudo                                                    | Pietro Sanudo                                                    | Pietro Sanudo                                                    | Pietro Sanudo                                                    | Pietro Sanudo                                                    | Pietro Sanudo                                                    |                                   |                                   |                                                           |                                                           |                                                           |                                                           |                                                           |                                                           |                                     |                                     |                                                 |                                                 |                                                 |                                                 |                                                 |                                                 |  |  |  |  |  |  |  |  |  |  |  |  |  |  |  |  |  |  |  |  |  |  |  |  |  |  |  |  |  |  |  |  |
|  |  | Enrico Dandolo (doge de Venise)             | Enrico Dandolo (doge de Venise)             | Enrico Dandolo (doge de Venise)             | Enrico Dandolo (doge de Venise)             | Enrico Dandolo (doge de Venise)             | Enrico Dandolo (doge de Venise)             |                                |                                | une sœur d'Enrico                                 | une sœur d'Enrico                                 | une sœur d'Enrico                                 | une sœur d'Enrico                                 | une sœur d'Enrico                                 | une sœur d'Enrico                                 |                                          |                                          | Pietro Sanudo                                                    | Pietro Sanudo                                                    | Pietro Sanudo                                                    | Pietro Sanudo                                                    | Pietro Sanudo                                                    | Pietro Sanudo                                                    |                                   |                                   |                                                           |                                                           |                                                           |                                                           |                                                           |                                                           |                                     |                                     |                                                 |                                                 |                                                 |                                                 |                                                 |                                                 |  |  |  |  |  |  |  |  |  |  |  |  |  |  |  |  |  |  |  |  |  |  |  |  |  |  |  |  |  |  |  |  |
|  |  |                                             |                                             |                                             |                                             |                                             |                                             |                                |                                |                                                   |                                                   |                                                   |                                                   |                                                   |                                                   |                                          |                                          |                                                                  |                                                                  |                                                                  |                                                                  |                                                                  |                                                                  |                                   |                                   |                                                           |                                                           |                                                           |                                                           |                                                           |                                                           |                                     |                                     |                                                 |                                                 |                                                 |                                                 |                                                 |                                                 |  |  |  |  |  |  |  |  |  |  |  |  |  |  |  |  |  |  |  |  |  |  |  |  |  |  |  |  |  |  |  |  |
|  |  |                                             |                                             |                                             |                                             |                                             |                                             |                                |                                |                                                   |                                                   |                                                   |                                                   |                                                   |                                                   |                                          |                                          |                                                                  |                                                                  |                                                                  |                                                                  |                                                                  |                                                                  |                                   |                                   |                                                           |                                                           |                                                           |                                                           |                                                           |                                                           |                                     |                                     |                                                 |                                                 |                                                 |                                                 |                                                 |                                                 |  |  |  |  |  |  |  |  |  |  |  |  |  |  |  |  |  |  |  |  |  |  |  |  |  |  |  |  |  |  |  |  |
|  |  | Bernardo Sanudo                             | Bernardo Sanudo                             | Bernardo Sanudo                             | Bernardo Sanudo                             | Bernardo Sanudo                             | Bernardo Sanudo                             |                                |                                | Lunardo Sanudo                                    | Lunardo Sanudo                                    | Lunardo Sanudo                                    | Lunardo Sanudo                                    | Lunardo Sanudo                                    | Lunardo Sanudo                                    |                                          |                                          | 1. Inconnue                                                      | 1. Inconnue                                                      | 1. Inconnue                                                      | 1. Inconnue                                                      | 1. Inconnue                                                      | 1. Inconnue                                                      |                                   |                                   | Marco Sanudo 1205 ? - 1227 ?                              | Marco Sanudo 1205 ? - 1227 ?                              | Marco Sanudo 1205 ? - 1227 ?                              | Marco Sanudo 1205 ? - 1227 ?                              | Marco Sanudo 1205 ? - 1227 ?                              | Marco Sanudo 1205 ? - 1227 ?                              |                                     |                                     | 2. Une sœur de l'empereur (latin ou de Nicée ?) | 2. Une sœur de l'empereur (latin ou de Nicée ?) | 2. Une sœur de l'empereur (latin ou de Nicée ?) | 2. Une sœur de l'empereur (latin ou de Nicée ?) | 2. Une sœur de l'empereur (latin ou de Nicée ?) | 2. Une sœur de l'empereur (latin ou de Nicée ?) |  |  |  |  |  |  |  |  |  |  |  |  |  |  |  |  |  |  |  |  |  |  |  |  |  |  |  |  |  |  |  |  |
|  |  | Bernardo Sanudo                             | Bernardo Sanudo                             | Bernardo Sanudo                             | Bernardo Sanudo                             | Bernardo Sanudo                             | Bernardo Sanudo                             |                                |                                | Lunardo Sanudo                                    | Lunardo Sanudo                                    | Lunardo Sanudo                                    | Lunardo Sanudo                                    | Lunardo Sanudo                                    | Lunardo Sanudo                                    |                                          |                                          | 1. Inconnue                                                      | 1. Inconnue                                                      | 1. Inconnue                                                      | 1. Inconnue                                                      | 1. Inconnue                                                      | 1. Inconnue                                                      |                                   |                                   | Marco Sanudo 1205 ? - 1227 ?                              | Marco Sanudo 1205 ? - 1227 ?                              | Marco Sanudo 1205 ? - 1227 ?                              | Marco Sanudo 1205 ? - 1227 ?                              | Marco Sanudo 1205 ? - 1227 ?                              | Marco Sanudo 1205 ? - 1227 ?                              |                                     |                                     | 2. Une sœur de l'empereur (latin ou de Nicée ?) | 2. Une sœur de l'empereur (latin ou de Nicée ?) | 2. Une sœur de l'empereur (latin ou de Nicée ?) | 2. Une sœur de l'empereur (latin ou de Nicée ?) | 2. Une sœur de l'empereur (latin ou de Nicée ?) | 2. Une sœur de l'empereur (latin ou de Nicée ?) |  |  |  |  |  |  |  |  |  |  |  |  |  |  |  |  |  |  |  |  |  |  |  |  |  |  |  |  |  |  |  |  |
|  |  |                                             |                                             |                                             |                                             |                                             |                                             |                                |                                |                                                   |                                                   |                                                   |                                                   |                                                   |                                                   |                                          |                                          |                                                                  |                                                                  |                                                                  |                                                                  |                                                                  |                                                                  |                                   |                                   |                                                           |                                                           |                                                           |                                                           |                                                           |                                                           |                                     |                                     |                                                 |                                                 |                                                 |                                                 |                                                 |                                                 |  |  |  |  |  |  |  |  |  |  |  |  |  |  |  |  |  |  |  |  |  |  |  |  |  |  |  |  |  |  |  |  |
|  |  |                                             |                                             |                                             |                                             |                                             |                                             |                                |                                |                                                   |                                                   |                                                   |                                                   | une fille de Macaire de Sainte-Menehould          | une fille de Macaire de Sainte-Menehould          | une fille de Macaire de Sainte-Menehould | une fille de Macaire de Sainte-Menehould | une fille de Macaire de Sainte-Menehould                         | une fille de Macaire de Sainte-Menehould                         |                                                                  |                                                                  | Angelo Sanudo 1227 ? - 1262 ?                                    | Angelo Sanudo 1227 ? - 1262 ?                                    | Angelo Sanudo 1227 ? - 1262 ?     | Angelo Sanudo 1227 ? - 1262 ?     | Angelo Sanudo 1227 ? - 1262 ?                             | Angelo Sanudo 1227 ? - 1262 ?                             |                                                           |                                                           | Giovanni Sanudo (installé en Eubée)                       | Giovanni Sanudo (installé en Eubée)                       | Giovanni Sanudo (installé en Eubée) | Giovanni Sanudo (installé en Eubée) | Giovanni Sanudo (installé en Eubée)             | Giovanni Sanudo (installé en Eubée)             |                                                 |                                                 |                                                 |                                                 |  |  |  |  |  |  |  |  |  |  |  |  |  |  |  |  |  |  |  |  |  |  |  |  |  |  |  |  |  |  |  |  |
|  |  |                                             |                                             |                                             |                                             |                                             |                                             |                                |                                |                                                   |                                                   |                                                   |                                                   | une fille de Macaire de Sainte-Menehould          | une fille de Macaire de Sainte-Menehould          | une fille de Macaire de Sainte-Menehould | une fille de Macaire de Sainte-Menehould | une fille de Macaire de Sainte-Menehould                         | une fille de Macaire de Sainte-Menehould                         |                                                                  |                                                                  | Angelo Sanudo 1227 ? - 1262 ?                                    | Angelo Sanudo 1227 ? - 1262 ?                                    | Angelo Sanudo 1227 ? - 1262 ?     | Angelo Sanudo 1227 ? - 1262 ?     | Angelo Sanudo 1227 ? - 1262 ?                             | Angelo Sanudo 1227 ? - 1262 ?                             |                                                           |                                                           | Giovanni Sanudo (installé en Eubée)                       | Giovanni Sanudo (installé en Eubée)                       | Giovanni Sanudo (installé en Eubée) | Giovanni Sanudo (installé en Eubée) | Giovanni Sanudo (installé en Eubée)             | Giovanni Sanudo (installé en Eubée)             |                                                 |                                                 |                                                 |                                                 |  |  |  |  |  |  |  |  |  |  |  |  |  |  |  |  |  |  |  |  |  |  |  |  |  |  |  |  |  |  |  |  |
|  |  |                                             |                                             |                                             |                                             |                                             |                                             |                                |                                |                                                   |                                                   |                                                   |                                                   |                                                   |                                                   |                                          |                                          |                                                                  |                                                                  |                                                                  |                                                                  |                                                                  |                                                                  |                                   |                                   |                                                           |                                                           |                                                           |                                                           |                                                           |                                                           |                                     |                                     |                                                 |                                                 |                                                 |                                                 |                                                 |                                                 |  |  |  |  |  |  |  |  |  |  |  |  |  |  |  |  |  |  |  |  |  |  |  |  |  |  |  |  |  |  |  |  |
|  |  |                                             |                                             |                                             |                                             |                                             |                                             |                                |                                |                                                   |                                                   |                                                   |                                                   |                                                   |                                                   |                                          |                                          |                                                                  |                                                                  |                                                                  |                                                                  |                                                                  |                                                                  |                                   |                                   |                                                           |                                                           |                                                           |                                                           |                                                           |                                                           |                                     |                                     |                                                 |                                                 |                                                 |                                                 |                                                 |                                                 |  |  |  |  |  |  |  |  |  |  |  |  |  |  |  |  |  |  |  |  |  |  |  |  |  |  |  |  |  |  |  |  |
|  |  |                                             |                                             |                                             |                                             |                                             |                                             |                                |                                | une fille ∞ Paolo Navigaioso (seigneur de Lemnos) | une fille ∞ Paolo Navigaioso (seigneur de Lemnos) | une fille ∞ Paolo Navigaioso (seigneur de Lemnos) | une fille ∞ Paolo Navigaioso (seigneur de Lemnos) | une fille ∞ Paolo Navigaioso (seigneur de Lemnos) | une fille ∞ Paolo Navigaioso (seigneur de Lemnos) |                                          |                                          | Marino Sanudo (apanage de Paros et Antiparos) ∞ Portia da Verona | Marino Sanudo (apanage de Paros et Antiparos) ∞ Portia da Verona | Marino Sanudo (apanage de Paros et Antiparos) ∞ Portia da Verona | Marino Sanudo (apanage de Paros et Antiparos) ∞ Portia da Verona | Marino Sanudo (apanage de Paros et Antiparos) ∞ Portia da Verona | Marino Sanudo (apanage de Paros et Antiparos) ∞ Portia da Verona |                                   |                                   | Marco II Sanudo 1262 ? - 1303                             | Marco II Sanudo 1262 ? - 1303                             | Marco II Sanudo 1262 ? - 1303                             | Marco II Sanudo 1262 ? - 1303                             | Marco II Sanudo 1262 ? - 1303                             | Marco II Sanudo 1262 ? - 1303                             |                                     |                                     |                                                 |                                                 |                                                 |                                                 |                                                 |                                                 |  |  |  |  |  |  |  |  |  |  |  |  |  |  |  |  |  |  |  |  |  |  |  |  |  |  |  |  |  |  |  |  |
|  |  |                                             |                                             |                                             |                                             |                                             |                                             |                                |                                | une fille ∞ Paolo Navigaioso (seigneur de Lemnos) | une fille ∞ Paolo Navigaioso (seigneur de Lemnos) | une fille ∞ Paolo Navigaioso (seigneur de Lemnos) | une fille ∞ Paolo Navigaioso (seigneur de Lemnos) | une fille ∞ Paolo Navigaioso (seigneur de Lemnos) | une fille ∞ Paolo Navigaioso (seigneur de Lemnos) |                                          |                                          | Marino Sanudo (apanage de Paros et Antiparos) ∞ Portia da Verona | Marino Sanudo (apanage de Paros et Antiparos) ∞ Portia da Verona | Marino Sanudo (apanage de Paros et Antiparos) ∞ Portia da Verona | Marino Sanudo (apanage de Paros et Antiparos) ∞ Portia da Verona | Marino Sanudo (apanage de Paros et Antiparos) ∞ Portia da Verona | Marino Sanudo (apanage de Paros et Antiparos) ∞ Portia da Verona |                                   |                                   | Marco II Sanudo 1262 ? - 1303                             | Marco II Sanudo 1262 ? - 1303                             | Marco II Sanudo 1262 ? - 1303                             | Marco II Sanudo 1262 ? - 1303                             | Marco II Sanudo 1262 ? - 1303                             | Marco II Sanudo 1262 ? - 1303                             |                                     |                                     |                                                 |                                                 |                                                 |                                                 |                                                 |                                                 |  |  |  |  |  |  |  |  |  |  |  |  |  |  |  |  |  |  |  |  |  |  |  |  |  |  |  |  |  |  |  |  |
|  |  |                                             |                                             |                                             |                                             |                                             |                                             |                                |                                |                                                   |                                                   |                                                   |                                                   |                                                   |                                                   |                                          |                                          |                                                                  |                                                                  |                                                                  |                                                                  |                                                                  |                                                                  |                                   |                                   |                                                           |                                                           |                                                           |                                                           |                                                           |                                                           |                                     |                                     |                                                 |                                                 |                                                 |                                                 |                                                 |                                                 |  |  |  |  |  |  |  |  |  |  |  |  |  |  |  |  |  |  |  |  |  |  |  |  |  |  |  |  |  |  |  |  |
|  |  |                                             |                                             |                                             |                                             |                                             |                                             |                                |                                |                                                   |                                                   |                                                   |                                                   |                                                   |                                                   |                                          |                                          | Guglielmo Sanudo 1303 - 1323                                     | Guglielmo Sanudo 1303 - 1323                                     | Guglielmo Sanudo 1303 - 1323                                     | Guglielmo Sanudo 1303 - 1323                                     | Guglielmo Sanudo 1303 - 1323                                     | Guglielmo Sanudo 1303 - 1323                                     |                                   |                                   | Francesco Sanudo (apanage de Milos) ∞ Cassandra de Durnay | Francesco Sanudo (apanage de Milos) ∞ Cassandra de Durnay | Francesco Sanudo (apanage de Milos) ∞ Cassandra de Durnay | Francesco Sanudo (apanage de Milos) ∞ Cassandra de Durnay | Francesco Sanudo (apanage de Milos) ∞ Cassandra de Durnay | Francesco Sanudo (apanage de Milos) ∞ Cassandra de Durnay |                                     |                                     | Marco Sanudo (apanages à Andros et en Eubée)    | Marco Sanudo (apanages à Andros et en Eubée)    | Marco Sanudo (apanages à Andros et en Eubée)    | Marco Sanudo (apanages à Andros et en Eubée)    | Marco Sanudo (apanages à Andros et en Eubée)    | Marco Sanudo (apanages à Andros et en Eubée)    |  |  |  |  |  |  |  |  |  |  |  |  |  |  |  |  |  |  |  |  |  |  |  |  |  |  |  |  |  |  |  |  |
|  |  |                                             |                                             |                                             |                                             |                                             |                                             |                                |                                |                                                   |                                                   |                                                   |                                                   |                                                   |                                                   |                                          |                                          | Guglielmo Sanudo 1303 - 1323                                     | Guglielmo Sanudo 1303 - 1323                                     | Guglielmo Sanudo 1303 - 1323                                     | Guglielmo Sanudo 1303 - 1323                                     | Guglielmo Sanudo 1303 - 1323                                     | Guglielmo Sanudo 1303 - 1323                                     |                                   |                                   | Francesco Sanudo (apanage de Milos) ∞ Cassandra de Durnay | Francesco Sanudo (apanage de Milos) ∞ Cassandra de Durnay | Francesco Sanudo (apanage de Milos) ∞ Cassandra de Durnay | Francesco Sanudo (apanage de Milos) ∞ Cassandra de Durnay | Francesco Sanudo (apanage de Milos) ∞ Cassandra de Durnay | Francesco Sanudo (apanage de Milos) ∞ Cassandra de Durnay |                                     |                                     | Marco Sanudo (apanages à Andros et en Eubée)    | Marco Sanudo (apanages à Andros et en Eubée)    | Marco Sanudo (apanages à Andros et en Eubée)    | Marco Sanudo (apanages à Andros et en Eubée)    | Marco Sanudo (apanages à Andros et en Eubée)    | Marco Sanudo (apanages à Andros et en Eubée)    |  |  |  |  |  |  |  |  |  |  |  |  |  |  |  |  |  |  |  |  |  |  |  |  |  |  |  |  |  |  |  |  |
|  |  |                                             |                                             |                                             |                                             |                                             |                                             |                                |                                |                                                   |                                                   |                                                   |                                                   |                                                   |                                                   |                                          |                                          |                                                                  |                                                                  |                                                                  |                                                                  |                                                                  |                                                                  |                                   |                                   |                                                           |                                                           |                                                           |                                                           |                                                           |                                                           |                                     |                                     |                                                 |                                                 |                                                 |                                                 |                                                 |                                                 |  |  |  |  |  |  |  |  |  |  |  |  |  |  |  |  |  |  |  |  |  |  |  |  |  |  |  |  |  |  |  |  |
|  |  | Marco (Marcolino) Sanudo (apanage de Milos) | Marco (Marcolino) Sanudo (apanage de Milos) | Marco (Marcolino) Sanudo (apanage de Milos) | Marco (Marcolino) Sanudo (apanage de Milos) | Marco (Marcolino) Sanudo (apanage de Milos) | Marco (Marcolino) Sanudo (apanage de Milos) |                                |                                | Niccolò Sanudo ∞ Jeanne de Brienne 1323 - 1341    | Niccolò Sanudo ∞ Jeanne de Brienne 1323 - 1341    | Niccolò Sanudo ∞ Jeanne de Brienne 1323 - 1341    | Niccolò Sanudo ∞ Jeanne de Brienne 1323 - 1341    | Niccolò Sanudo ∞ Jeanne de Brienne 1323 - 1341    | Niccolò Sanudo ∞ Jeanne de Brienne 1323 - 1341    |                                          |                                          | Marino et Pietro Sanudo                                          | Marino et Pietro Sanudo                                          | Marino et Pietro Sanudo                                          | Marino et Pietro Sanudo                                          | Marino et Pietro Sanudo                                          | Marino et Pietro Sanudo                                          |                                   |                                   | Giovanni Sanudo 1341 - 1362                               | Giovanni Sanudo 1341 - 1362                               | Giovanni Sanudo 1341 - 1362                               | Giovanni Sanudo 1341 - 1362                               | Giovanni Sanudo 1341 - 1362                               | Giovanni Sanudo 1341 - 1362                               |                                     |                                     | Gugliemo Sanudo                                 | Gugliemo Sanudo                                 | Gugliemo Sanudo                                 | Gugliemo Sanudo                                 | Gugliemo Sanudo                                 | Gugliemo Sanudo                                 |  |  |  |  |  |  |  |  |  |  |  |  |  |  |  |  |  |  |  |  |  |  |  |  |  |  |  |  |  |  |  |  |
|  |  | Marco (Marcolino) Sanudo (apanage de Milos) | Marco (Marcolino) Sanudo (apanage de Milos) | Marco (Marcolino) Sanudo (apanage de Milos) | Marco (Marcolino) Sanudo (apanage de Milos) | Marco (Marcolino) Sanudo (apanage de Milos) | Marco (Marcolino) Sanudo (apanage de Milos) |                                |                                | Niccolò Sanudo ∞ Jeanne de Brienne 1323 - 1341    | Niccolò Sanudo ∞ Jeanne de Brienne 1323 - 1341    | Niccolò Sanudo ∞ Jeanne de Brienne 1323 - 1341    | Niccolò Sanudo ∞ Jeanne de Brienne 1323 - 1341    | Niccolò Sanudo ∞ Jeanne de Brienne 1323 - 1341    | Niccolò Sanudo ∞ Jeanne de Brienne 1323 - 1341    |                                          |                                          | Marino et Pietro Sanudo                                          | Marino et Pietro Sanudo                                          | Marino et Pietro Sanudo                                          | Marino et Pietro Sanudo                                          | Marino et Pietro Sanudo                                          | Marino et Pietro Sanudo                                          |                                   |                                   | Giovanni Sanudo 1341 - 1362                               | Giovanni Sanudo 1341 - 1362                               | Giovanni Sanudo 1341 - 1362                               | Giovanni Sanudo 1341 - 1362                               | Giovanni Sanudo 1341 - 1362                               | Giovanni Sanudo 1341 - 1362                               |                                     |                                     | Gugliemo Sanudo                                 | Gugliemo Sanudo                                 | Gugliemo Sanudo                                 | Gugliemo Sanudo                                 | Gugliemo Sanudo                                 | Gugliemo Sanudo                                 |  |  |  |  |  |  |  |  |  |  |  |  |  |  |  |  |  |  |  |  |  |  |  |  |  |  |  |  |  |  |  |  |
|  |  | Fiorenza Sanudo                             | Fiorenza Sanudo                             | Fiorenza Sanudo                             | Fiorenza Sanudo                             | Fiorenza Sanudo                             | Fiorenza Sanudo                             |                                |                                | Francesco Ier Crispo 1383 - 1397                  | Francesco Ier Crispo 1383 - 1397                  | Francesco Ier Crispo 1383 - 1397                  | Francesco Ier Crispo 1383 - 1397                  | Francesco Ier Crispo 1383 - 1397                  | Francesco Ier Crispo 1383 - 1397                  |                                          |                                          | 1. Giovanni dalle Carceri                                        | 1. Giovanni dalle Carceri                                        | 1. Giovanni dalle Carceri                                        | 1. Giovanni dalle Carceri                                        | 1. Giovanni dalle Carceri                                        | 1. Giovanni dalle Carceri                                        |                                   |                                   | Fiorenza Sanudo 1362 - 1371                               | Fiorenza Sanudo 1362 - 1371                               | Fiorenza Sanudo 1362 - 1371                               | Fiorenza Sanudo 1362 - 1371                               | Fiorenza Sanudo 1362 - 1371                               | Fiorenza Sanudo 1362 - 1371                               |                                     |                                     | 2. Niccolo Sanudo Spezzabanda 1362 - 1371       | 2. Niccolo Sanudo Spezzabanda 1362 - 1371       | 2. Niccolo Sanudo Spezzabanda 1362 - 1371       | 2. Niccolo Sanudo Spezzabanda 1362 - 1371       | 2. Niccolo Sanudo Spezzabanda 1362 - 1371       | 2. Niccolo Sanudo Spezzabanda 1362 - 1371       |  |  |  |  |  |  |  |  |  |  |  |  |  |  |  |  |  |  |  |  |  |  |  |  |  |  |  |  |  |  |  |  |
|  |  | Fiorenza Sanudo                             | Fiorenza Sanudo                             | Fiorenza Sanudo                             | Fiorenza Sanudo                             | Fiorenza Sanudo                             | Fiorenza Sanudo                             |                                |                                | Francesco Ier Crispo 1383 - 1397                  | Francesco Ier Crispo 1383 - 1397                  | Francesco Ier Crispo 1383 - 1397                  | Francesco Ier Crispo 1383 - 1397                  | Francesco Ier Crispo 1383 - 1397                  | Francesco Ier Crispo 1383 - 1397                  |                                          |                                          | 1. Giovanni dalle Carceri                                        | 1. Giovanni dalle Carceri                                        | 1. Giovanni dalle Carceri                                        | 1. Giovanni dalle Carceri                                        | 1. Giovanni dalle Carceri                                        | 1. Giovanni dalle Carceri                                        |                                   |                                   | Fiorenza Sanudo 1362 - 1371                               | Fiorenza Sanudo 1362 - 1371                               | Fiorenza Sanudo 1362 - 1371                               | Fiorenza Sanudo 1362 - 1371                               | Fiorenza Sanudo 1362 - 1371                               | Fiorenza Sanudo 1362 - 1371                               |                                     |                                     | 2. Niccolo Sanudo Spezzabanda 1362 - 1371       | 2. Niccolo Sanudo Spezzabanda 1362 - 1371       | 2. Niccolo Sanudo Spezzabanda 1362 - 1371       | 2. Niccolo Sanudo Spezzabanda 1362 - 1371       | 2. Niccolo Sanudo Spezzabanda 1362 - 1371       | 2. Niccolo Sanudo Spezzabanda 1362 - 1371       |  |  |  |  |  |  |  |  |  |  |  |  |  |  |  |  |  |  |  |  |  |  |  |  |  |  |  |  |  |  |  |  |
|  |  |                                             |                                             |                                             |                                             |                                             |                                             |                                |                                |                                                   |                                                   |                                                   |                                                   |                                                   |                                                   |                                          |                                          |                                                                  |                                                                  |                                                                  |                                                                  |                                                                  |                                                                  |                                   |                                   |                                                           |                                                           |                                                           |                                                           |                                                           |                                                           |                                     |                                     |                                                 |                                                 |                                                 |                                                 |                                                 |                                                 |  |  |  |  |  |  |  |  |  |  |  |  |  |  |  |  |  |  |  |  |  |  |  |  |  |  |  |  |  |  |  |  |
|  |  |                                             |                                             |                                             |                                             | Giacomo Ier Crispo 1397 - 1418              | Giacomo Ier Crispo 1397 - 1418              | Giacomo Ier Crispo 1397 - 1418 | Giacomo Ier Crispo 1397 - 1418 | Giacomo Ier Crispo 1397 - 1418                    | Giacomo Ier Crispo 1397 - 1418                    |                                                   |                                                   |                                                   |                                                   |                                          |                                          |                                                                  |                                                                  |                                                                  |                                                                  | Niccolo dalle Carceri 1371 - 1383                                | Niccolo dalle Carceri 1371 - 1383                                | Niccolo dalle Carceri 1371 - 1383 | Niccolo dalle Carceri 1371 - 1383 | Niccolo dalle Carceri 1371 - 1383                         | Niccolo dalle Carceri 1371 - 1383                         |                                                           |                                                           | Maria Sanudo ∞ Gaspard Sommaripa                          | Maria Sanudo ∞ Gaspard Sommaripa                          | Maria Sanudo ∞ Gaspard Sommaripa    | Maria Sanudo ∞ Gaspard Sommaripa    | Maria Sanudo ∞ Gaspard Sommaripa                | Maria Sanudo ∞ Gaspard Sommaripa                |                                                 |                                                 |                                                 |                                                 |  |  |  |  |  |  |  |  |  |  |  |  |  |  |  |  |  |  |  |  |  |  |  |  |  |  |  |  |  |  |  |  |
|  |  |                                             |                                             |                                             |                                             | Giacomo Ier Crispo 1397 - 1418              | Giacomo Ier Crispo 1397 - 1418              | Giacomo Ier Crispo 1397 - 1418 | Giacomo Ier Crispo 1397 - 1418 | Giacomo Ier Crispo 1397 - 1418                    | Giacomo Ier Crispo 1397 - 1418                    |                                                   |                                                   |                                                   |                                                   |                                          |                                          |                                                                  |                                                                  |                                                                  |                                                                  | Niccolo dalle Carceri 1371 - 1383                                | Niccolo dalle Carceri 1371 - 1383                                | Niccolo dalle Carceri 1371 - 1383 | Niccolo dalle Carceri 1371 - 1383 | Niccolo dalle Carceri 1371 - 1383                         | Niccolo dalle Carceri 1371 - 1383                         |                                                           |                                                           | Maria Sanudo ∞ Gaspard Sommaripa                          | Maria Sanudo ∞ Gaspard Sommaripa                          | Maria Sanudo ∞ Gaspard Sommaripa    | Maria Sanudo ∞ Gaspard Sommaripa    | Maria Sanudo ∞ Gaspard Sommaripa                | Maria Sanudo ∞ Gaspard Sommaripa                |                                                 |                                                 |                                                 |                                                 |  |  |  |  |  |  |  |  |  |  |  |  |  |  |  |  |  |  |  |  |  |  |  |  |  |  |  |  |  |  |  |  |
|  |  |                                             |                                             |                                             |                                             |                                             |                                             |                                |                                |                                                   |                                                   |                                                   |                                                   |                                                   |                                                   |                                          |                                          |                                                                  |                                                                  |                                                                  |                                                                  |                                                                  |                                                                  |                                   |                                   |                                                           |                                                           |                                                           |                                                           | Fiorenza Sanudo-Sommaripa                                 |                                                           |                                     |                                     |                                                 |                                                 |                                                 |                                                 |                                                 |                                                 |  |  |  |  |  |  |  |  |  |  |  |  |  |  |  |  |  |  |  |  |  |  |  |  |  |  |  |  |  |  |  |  |
|  |  |                                             |                                             |                                             |                                             |                                             |                                             |                                |                                |                                                   |                                                   |                                                   |                                                   |                                                   |                                                   |                                          |                                          |                                                                  |                                                                  |                                                                  |                                                                  |                                                                  |                                                                  |                                   |                                   |                                                           |                                                           |                                                           |                                                           |                                                           |                                                           |                                     |                                     |                                                 |                                                 |                                                 |                                                 |                                                 |                                                 |  |  |  |  |  |  |  |  |  |  |  |  |  |  |  |  |  |  |  |  |  |  |  |  |  |  |  |  |  |  |  |  |
|  |  |                                             |                                             |                                             |                                             |                                             |                                             |                                |                                |                                                   |                                                   |                                                   |                                                   |                                                   |                                                   |                                          |                                          |                                                                  |                                                                  |                                                                  |                                                                  |                                                                  |                                                                  |                                   |                                   |                                                           |                                                           |                                                           |                                                           |                                                           |                                                           |                                     |                                     |                                                 |                                                 |                                                 |                                                 |                                                 |                                                 |  |  |  |  |  |  |  |  |  |  |  |  |  |  |  |  |  |  |  |  |  |  |  |  |  |  |  |  |  |  |  |  |
|  |  |                                             |                                             |                                             |                                             |                                             |                                             |                                |                                |                                                   |                                                   |                                                   |                                                   |                                                   |                                                   |                                          |                                          | Famille Crispo                                                   |                                                                  |                                                                  |                                                                  |                                                                  |                                                                  |                                   |                                   |                                                           |                                                           |                                                           |                                                           |                                                           |                                                           |                                     |                                     |                                                 |                                                 |                                                 |                                                 |                                                 |                                                 |  |  |  |  |  |  |  |  |  |  |  |  |  |  |  |  |  |  |  |  |  |  |  |  |  |  |  |  |  |  |  |  |